# (3544) Borodino
(3544) Borodino es un asteroide perteneciente al cinturón de asteroides, descubierto el 7 de septiembre de 1977 por Nikolái Stepánovich Chernyj desde el Observatorio Astrofísico de Crimea (República de Crimea).

## Designación y nombre
Designado provisionalmente como 1977 RD4. Fue nombrado Borodino en homenaje a la Batalla de Borodinó donde se enfrentaron el ejército francés y el ruso.